# Kościół św. Marcina w Wiśniowej
Kościół Świętego Marcina – rzymskokatolicki kościół parafialny należący do parafii pod tym samym wezwaniem (dekanat Dobczyce archidiecezji krakowskiej).

## Historia
Jest to świątynia wzniesiona około 1730 roku, następnie była restaurowana pod koniec XIX wieku razem z dobudowaniem nowej zakrystii i rozbudowaniem nawy oraz w 1930 roku razem z pokryciem świątyni eternitem. W 2000 roku zostało wymienione pokrycie dachowe świątyni z eternitu na blachę dachówkową, natomiast w 2001 roku ściany zostały oszalowane.

## Architektura
Budowla jest drewniana, jednonawowa, orientowana, posiada konstrukcję zrębową. Prezbiterium świątyni jest mniejsze w stosunku do nawy, zamknięte jest ścianą prostą, z boku znajduje się piętrowa zakrystia a także kapliczka ogrojca na osi powstała w 2 połowie XIX wieku. Z przodu i boku nawy znajdują się kruchty. Dach kościoła jest dwukalenicowy i pokryty blachą. Wnętrze nawy nakryte jest stropem płaskim z zaskrzynieniami, podpartym czterema słupami. Chór muzyczny jest podparty dwoma słupami i posada eklektyczny prospekt organowy z instrumentem wykonanym przez Tomasza Falla. Polichromia o motywach roślinnych została wykonana w 1910 roku przez Michała Tarczałowicza. Ołtarz główny został wykonany na początku XVIII wieku. Cztery ołtarze boczne powstały na początku XVIII wieku. Ambona w stylu barokowym pochodzi z końca XVII wieku. Chrzcielnica i kropielnica z kamienia reprezentują styl późnobarokowy i zostały wykonane w 2 połowie XVIII wieku. Krucyfiks w stylu późnobarokowym pochodzi z XVII wieku. Obraz Matki Bożej Wiśniowskiej słynący łaskami został namalowany w XVII wieku i został ufundowany przez Helenę Zawadzką. W kościele są przechowywane proporce AK „Kamiennik”.

## Galeria zdjęć

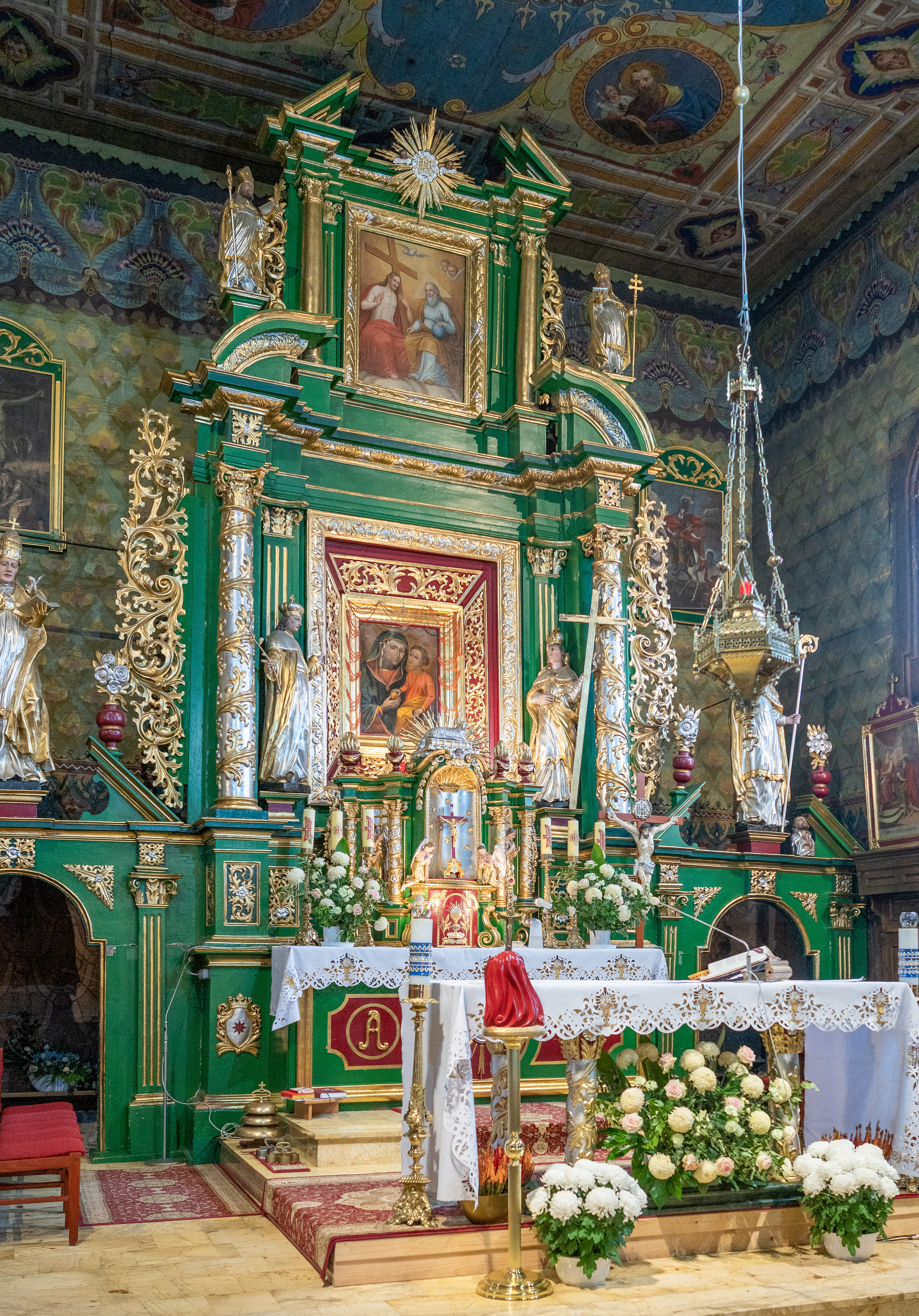
Ołtarz główny
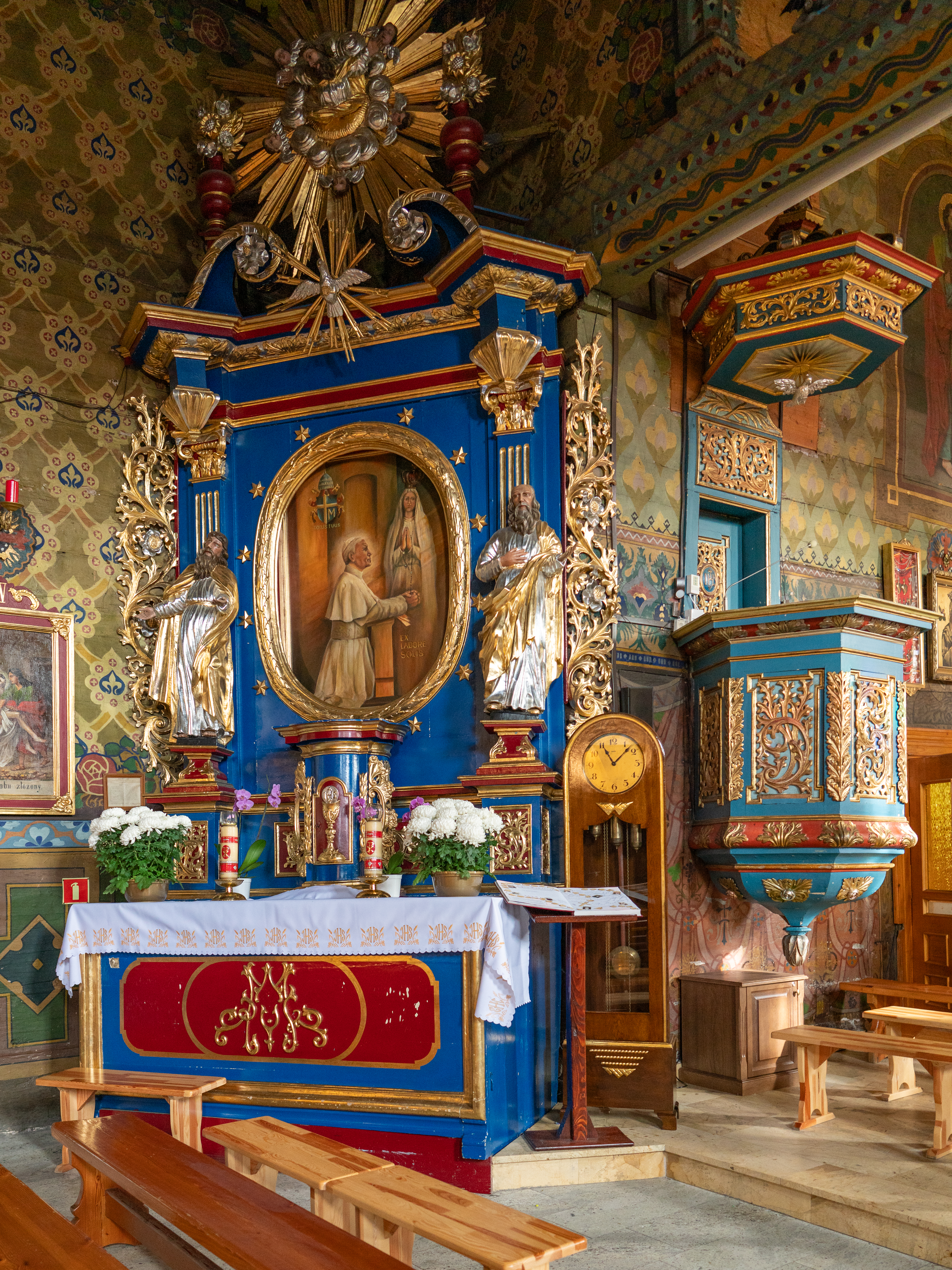
Ołtarz boczny
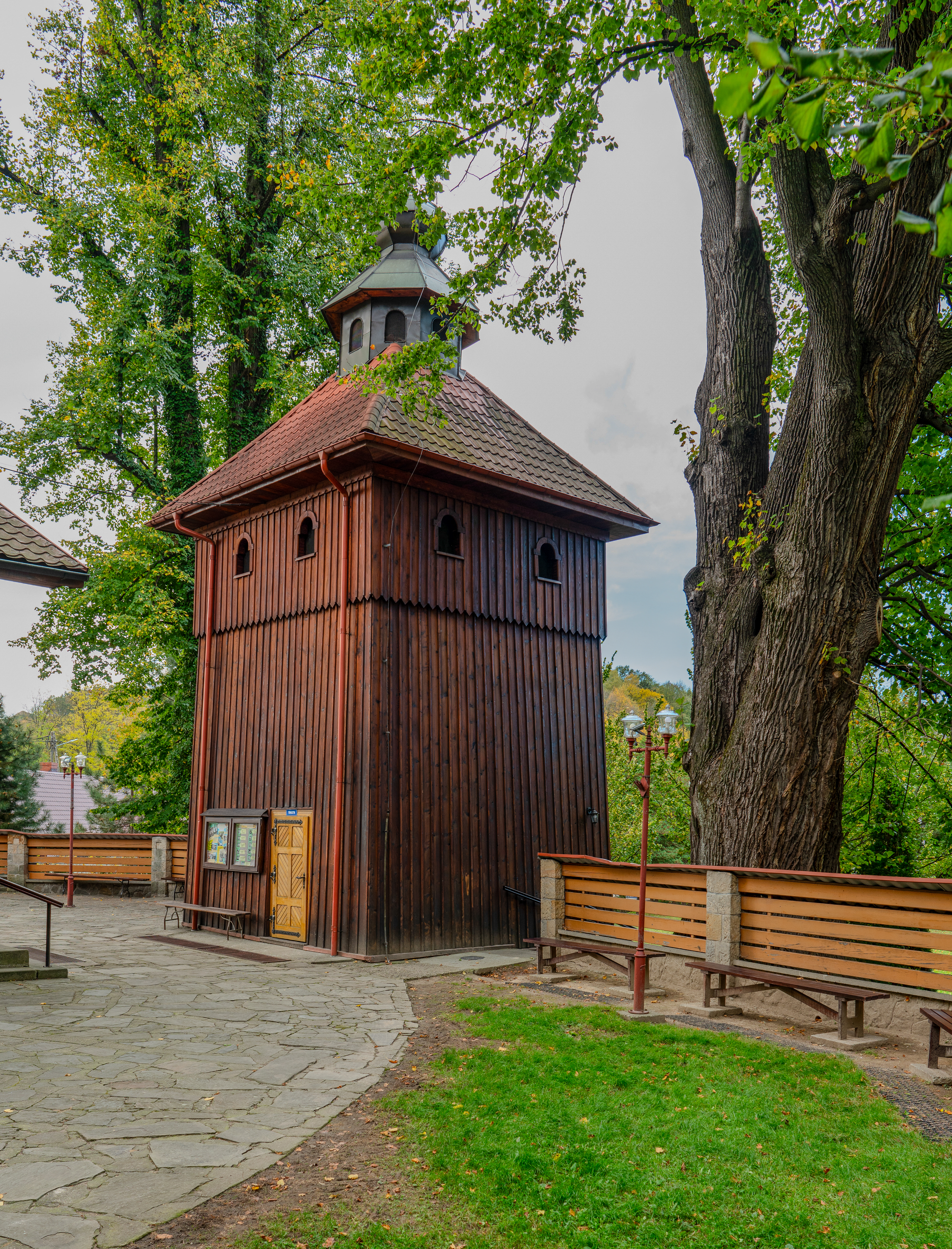
Dzwonnica
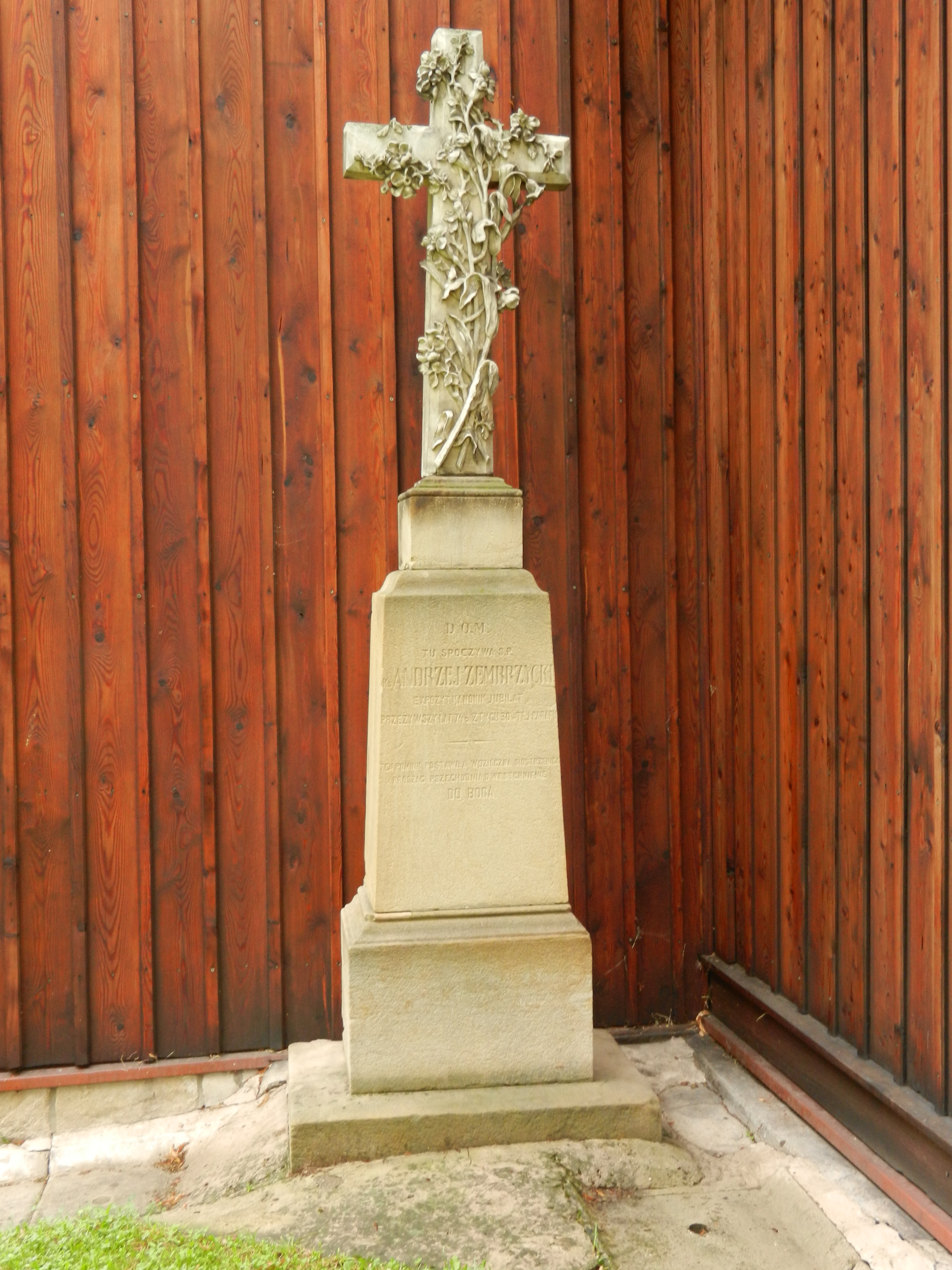
Nagrobek